# Список членов Украинского учредительного собрания

Список неполный, так как всего было избран 238 депутатов, а в списке сейчас присутствует менее 119, считая несколько имён, повторяющихся в разных списках. Всего должен был быть избран 301 депутат, то есть ещё более 62 депутата не были избраны из-за не завершения выборов.
От Волынского избирательного округа
1. Гладкий Николай Дмитриевич — список № 18
2. Чечель, Николай Флорович — список № 18
3. Ковалевский Николай Николаевич — список № 18
4. Северов-Одоевский, Афанасий Семёнович[укр.] — список № 18
5. Непомнящий Николай Михайлович — список № 18
6. Шумский, Александр Яковлевич — список № 18
7. Иванов Степан Иванович — список № 18
8. Сумневич, Фёдор Александрович — список № 18
9. Денисенко, Григорий Власович[укр.] — список № 18
10. Ржепецкий, Борис Павлович[укр.] — список № 18
11. Ткалич Иван Мехтедийович — список № 18
12. Троц, Максим Васильевич[укр.] — список № 18
13. Ковальчук Галактион Михайлович — список № 18
14. Перепелица, Степан Яковлевич[укр.] — список № 18
15. Гусенко Андрей Фёдорович — список № 18
16. Нагорнюк Иосиф Алексеевич — список № 18
17. Кравчук Никита Дмитриевич — список № 18
18. Сокович, Евгений Александрович — список № 18
19. Марцынюк, Трофим Филиппович — список № 18
20. Колесниченко Порфирий Гитович — список № 18
21. Коваленко Илларион Тимишович — список № 18
22. Якубович Сильвестр Иванович — список № 18
23. Неизвестен
24. Езерский Станислав Иосифович — список № 12
25. Скоковский Михаил Дезидерович — список № 12
26. Маховер Иона Моисеевич — список № 14
27. Аронсон Шлема Янкелевич — список № 14
28. Затонский, Владимир Петрович — список № 18
29. Пятаков, Георгий Леонидович — список № 18
30. Кост Николай Генрихович — список № 18

От Екатеринославского избирательного округа
1. Затейщиков, Онуфрий Васильевич — ПСР
2. Земляная, Татьяна Петровна — ПСР
3. Бачинский, Сергей Васильевич — блок Селянской спилки и УПСР
4. Кучеренко Андрей Моисеевич — блок Селянской спилки и УПСР
5. Иванченко Евтихий Яковлевич[укр.] — блок Селянской спилки и УПСР
6. Строменко Виримий Яковлевич — блок Селянской спилки и УПСР
7. Гаценко Григорий Минич[укр.] — блок Селянской спилки и УПСР
8. Тищенко Семён Кириллович — блок Селянской спилки и УПСР
9. Гордиенко Иван Иванович[укр.] — блок Селянской спилки и УПСР
10. Сайко, Ефим Антонович — блок Селянской спилки и УПСР
11. Кравец Лука Васильевич — блок Селянской спилки и УПСР
12. Корж, Кузьма Алексеевич — блок Селянской спилки и УПСР
13. Плохий Василий Прокопович — блок Селянской спилки и УПСР
14. Семёнов Василий Павлович[укр.] — блок Селянской спилки и УПСР
15. Семергиев Иван Прокофьевич — блок Селянской спилки и УПСР
16. Дихтяр Антон Михайлович — блок Селянской спилки и УПСР
17. Швец, Марк Афанасьевич — блок Селянской спилки и УПСР
18. Малашко, Михаил Васильевич — блок Селянской спилки и УПСР
19. Хидченко Кирилл Григорьевич — блок Селянской спилки и УПСР
20. Демищов Василий Тимофеевич — блок Селянской спилки и УПСР
21. Плевако Пётр Антонович[укр.] — блок Селянской спилки и УПСР
22. Глущенко Андрей Филиппович — блок Селянской спилки и УПСР
23. Хоменко Нестор Иванович — блок Селянской спилки и УПСР
24. Дмитриченко Ефим Яковлевич — блок Селянской спилки и УПСР
25. Харечко, Тарас Иванович — блок РСДРП(б) и полка имени атамана Орлика
26. Лещинский Юлиан Марьянович — блок РСДРП(б) и полка имени атамана Орлика
27. Каменский, Абрам Захарович — блок РСДРП(б) и полка имени атамана Орлика
28. Власенко Степан Наумович[укр.] — блок РСДРП(б) и полка имени атамана Орлика
29. Квиринг, Эммануил Ионович — блок РСДРП(б) и полка имени атамана Орлика
30. Гецов Семён Аронович[укр.] — блок РСДРП(б) и полка имени атамана Орлика
31. Шевченко Иван Калинович — блок РСДРП(б) и полка имени атамана Орлика
32. Крицкий Иван Яковлевич — блок РСДРП(б) и полка имени атамана Орлика
33. Ермак Григорий Мефодьевич — блок РСДРП(б) и полка имени атамана Орлика
34. Варган Василий Афанасьевич — блок РСДРП(б) и полка имени атамана Орлика
35. Лютц, Людвиг Готлибович — список российских граждан немецкой национальности
36. Винниченко, Владимир Кириллович — УСДРП

От Киевского избирательного округа
1. Грушевский, Михаил Сергеевич — список № 1 УПСР и Селянской спилки
2. Севрюк, Александр Александрович — список № 1 УПСР и Селянской спилки
3. Стасюк, Николай Михайлович — список № 1 УПСР и Селянской спилки
4. Химерик, Василий Феодосиевич — список № 1 УПСР и Селянской спилки
5. Швец, Фёдор Петрович — список № 1 УПСР и Селянской спилки
6. Шраг, Николай Ильич — список № 1 УПСР и Селянской спилки
7. Степаненко, Аркадий Степанович — список № 1 УПСР и Селянской спилки
8. Пирхавка, Григорий Исаевич — список № 1 УПСР и Селянской спилки
9. Марич Никита Порфирьевич — список № 1 УПСР и Селянской спилки
10. Юкиш Арсен Евстратович — список № 1 УПСР и Селянской спилки
11. Салтан Николай Васильевич[укр.] — список № 1 УПСР и Селянской спилки
12. Ильченко, Александр Пантелеймонович — список № 1 УПСР и Селянской спилки
13. Потапенко Митрофан Нечипорович — список № 1 УПСР и Селянской спилки
14. Кухар, Григорий Ильич — список № 1 УПСР и Селянской спилки
15. Марчук Михаил Фёдорович — список № 1 УПСР и Селянской спилки
16. Макаренко Андрей Гаврилович[укр.] — список № 1 УПСР и Селянской спилки
17. Кравец, Никита Оноприевич — список № 1 УПСР и Селянской спилки
18. Рохманюк Василий Игнатьевич — список № 1 УПСР и Селянской спилки
19. Левицкий, Модест Филиппович — список № 1 УПСР и Селянской спилки
20. Шаповал, Никита Ефимович — список № 1 УПСР и Селянской спилки
21. Марченко Омелько Уллянович — список № 1 УПСР и Селянской спилки
22. Тенянко Пётр Владимирович[укр.] — список № 1 УПСР и Селянской спилки
23. Ковалюк Никита Иванович — список № 1 УПСР и Селянской спилки
24. Христюк, Павел Аникеевич — список № 1 УПСР и Селянской спилки
25. Донченко Сергей Аврамович — список № 1 УПСР и Селянской спилки
26. Логвиненко Афанасий Романович — список № 1 УПСР и Селянской спилки
27. Котик, Евгений Степанович — список № 1 УПСР и Селянской спилки
28. Балла Михаил Павлович — список № 1 УПСР и Селянской спилки
29. Колбасюк Исаак Фёдорович — список № 1 УПСР и Селянской спилки
30. Макара Мартин Фёдорович — список № 1 УПСР и Селянской спилки
31. Нижник Гордей Степанович — список № 1 УПСР и Селянской спилки
32. Мизерницкий Александр Михайлович[укр.] — список № 1 УПСР и Селянской спилки
33. Малиованный Авксент Артемович — список № 1 УПСР и Селянской спилки
34. Присяжник Василий Адрианович — список № 1 УПСР и Селянской спилки
35. Науменко Левко Сильвестрович — список № 1 УПСР и Селянской спилки
36. Мацко Денис Макарович — список № 1 УПСР и Селянской спилки
37. Жуковский Антон Автономович — список № 1 УПСР и Селянской спилки
38. Синельник Иван Демидович — список № 1 УПСР и Селянской спилки
39. Пятаков, Георгий Леонидович — список № 13 РСДРП(б)
40. Затонский, Владимир Петрович — список № 13 РСДРП(б)
41. Шахрай, Василий Матвеевич — список № 13 РСДРП(б)
42. Сыркин, Наум Соломонович — список еврейского национального избирательного комитета (сионистов)
43. Маховер, Иона Моисеевич — список еврейского национального избирательного комитета (сионистов)
44. Шехтман, Иосиф Зейликович — список еврейского национального избирательного комитета (сионистов)
45. Шульгин, Василий Витальевич — беспартийный союз русских избирателей

От Полтавского избирательного округа
1. Ковалевский Николай Николаевич —  Селянская спилка
2. Янко, Александр Петрович — Селянская спилка
3. Степаненко, Аркадий Степанович — Селянская спилка
4. Стенька, Яков Николаевич — Селянская спилка
5. Петренко, Назарий Антонович[укр.] —  Селянская спилка
6. Куличенко Яков Иванович[укр.] —  Селянская спилка
7. Дяченко С. С. —  Селянская спилка
8. Полозов, Михаил Николаевич — УПСР и ПСР
9. Ковалёв, Лев Борисович — УПСР и ПСР
10. Терлецкий, Евгений Петрович — УПСР и ПСР
11. Неизвестен — УПСР и Селянская спилка
12. Неизвестен — УПСР и Селянская спилка
13. Неизвестен — УПСР и Селянская спилка
14. Неизвестен — УПСР и Селянская спилка
15. Неизвестен — УПСР и Селянская спилка
16. Неизвестен — УПСР и Селянская спилка
17. Неизвестен — УПСР и Селянская спилка
18. Неизвестен — УПСР и Селянская спилка
19. Смирнов, Пётр Дмитриевич — РСДРП(б)
20. Неизвестен — РСДРП(б)
21. Неизвестен — РСДРП(б)
22. Неизвестен — РСДРП(б)
23. Неизвестен — РСДРП(б)
24. Неизвестен — РСДРП(б)
25. Неизвестен — РСДРП(б)
26. Неизвестен — РСДРП(б)
27. Неизвестен — РСДРП(б)
28. Неизвестен — РСДРП(б)
29. Неизвестен — Партия хлеборобов-собственников
30. Неизвестен — Левые социалисты-революционеры украинцы

От Подольского избирательного округа

(39 мест, из них 31 от УПСР и Селянской спилки, 3 от Селян Балтского уезда, 3 от Евр. нац. ком, 1 от Польского списка, 1 от УСДРП)
От Херсонского избирательного округа

(29 мест, из них 13 от Советов крест. д-в и левых эсеров, 9 от УПСР,  5 от  РСДРП(б), 1  от Евр. нац. ком, 1 от  Росс. гр. немецкой нац.)
От Черниговского избирательного округа

(28 мест, в том числе 16 от РСДРП(б), 11 от УПСР и Селянской спилки, 1 от кадетов  и беспартийных хлеборобов)
От Балтийского флота

1. Тимощук Г. Ф. — УПСР